# 渡辺文雄 (政治家)
渡辺 文雄（渡邉 文雄、わたなべ ふみお、1929年1月8日 - 2020年3月7日）は、日本の政治家。位階は従三位。元栃木県知事（在任期間は1984年12月9日 - 2000年12月8日）。

## 来歴
栃木県出身。1953年3月、東京大学法学部を卒業、農林省に入省。食品流通局長や水産庁長官などを経て1984年7月に農林水産事務次官に就任。同年11月に事務次官を辞任し、同年12月9日に行われた船田譲の辞職に伴う栃木県知事選挙に立候補し当選。5期目を目指して立候補した2000年11月19日の栃木県知事選挙でわずか875票の差で前今市市長の福田昭夫に敗れた。
2020年3月7日、死去。91歳没。死没日をもって従三位に叙される。

## 人物
- 俳優の渡辺文雄は同姓同名の別人（血縁関係もない）。両者とも1929年生まれかつ東京大学を卒業していることから混同されることもある。

## 栄典
2002年、勲一等瑞宝章受章。